# Go-Reizei
Go-Reizi, född 1025, död 1068, var regerande kejsare av Japan mellan 1045 och 1068.